# Storia del Botswana
La storia del Botswana è in generale la storia dell'area del bacino del Kalahari, intermedio tra la savana più popolata del nord ed est e la steppa meno popolata del sud e dell'ovest. Sin da prima del contatto con gli Europei, il territorio del Botswana è stato popolato dagli Tswana (detti anche Batswana), tribù di pastori e contadini. Il territorio divenne protettorato britannico dal 1885 con il nome di Bechuanaland. Il Bechuanaland ottenne l’autogoverno nel 1965 e nel 1966 il paese divenne la Repubblica del Botswana, con Seretse Khama come primo presidente.

## Preistoria e storia antica

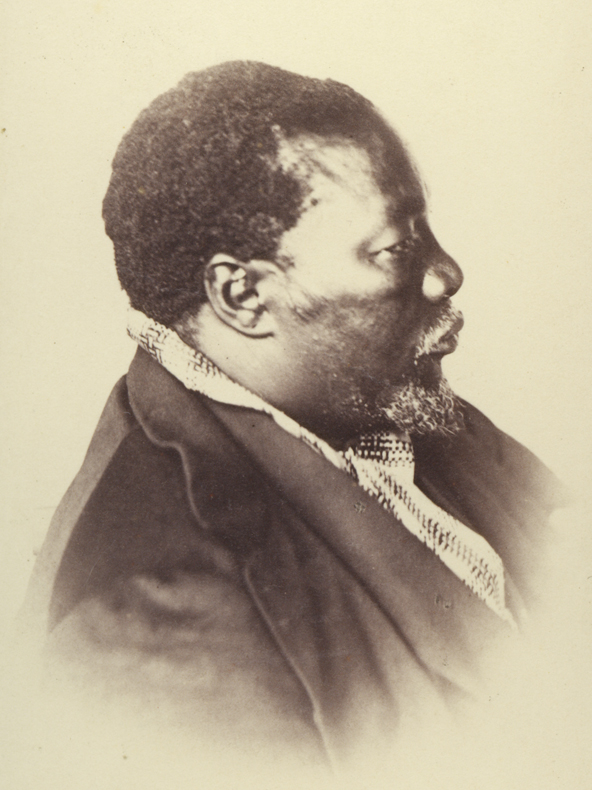
Sechele I fotografato da Gustav Theodor Fritsch (1865)

La prima occupazione umana dell'area del Kalahari risale al Paleolitico medio, circa 40.000 anni fa. Si trattava di comunità di cacciatori-raccoglitori che vivevano delle risorse naturali che offriva il deserto. I più recenti di questi abitanti appartenevano al gruppo Khoisan. Il sito archeologico delle colline di Tsodilo, nel Botswana nord-occidentale, contiene reperti che testimoniano l'occupazione dell'area da parte di tribù di etnia San ininterrottamente da circa il 17.000 aC a circa il 1650 dC. Col tempo i Khoisan modificarono il loro stile di vita comniciando ad allevare bovini e pecore sui ricchi pascoli dalle zone umide del delta dell'Okavango e del lago Makgadikgadi.
Circa 400 anni fa, al seguito di un periodo di piogge successivo ad un prolungato periodo di siccità, il Kalahari fu raggiunto da popolazioni provenienti da aree limitrofe: agricoltori di lingua kalanga dallo Zimbabwe occidentale e di lingua pedi dal Sudafrica settentrionale, e agricoltori e allevatori di lingua tswana dal Sudafrica occidentale. In particolare l'arrivo degli Tswana diedeinizio ad una trasformazione del Kalahari e dei territori circostanti che diverranno più tardi il Protettorato del Bechuanaland ed infine il Botswana. I Tswana avevano grandi competenze, una struttura sociale più elaborata ed erano più forti dei loro vicini per cui conquistarono ampie porzioni, di territorio a spese dei popoli indigeni Bakgalagadi, Basarwa e Bayeyi. Il più potente dei gruppi Tswana furono i Bakwena che nel XIX secolo sotto il re Sechele I controllavano una vasta area del Kalahari. La loro capitale Molepolole, nel sud-est del paese, era un importante centro per il commercio di avorio, pelli ed altri beni fra il Sudafrica e l'Angola. I Bakwena, con i regni confinanti dei Bangwaketse a sud, i Bangwato a nord e i Batawana a nord-ovest, alla fine del XIX secolo dominanavano tutta l'area del Kalahari.

## Il protettorato britannico

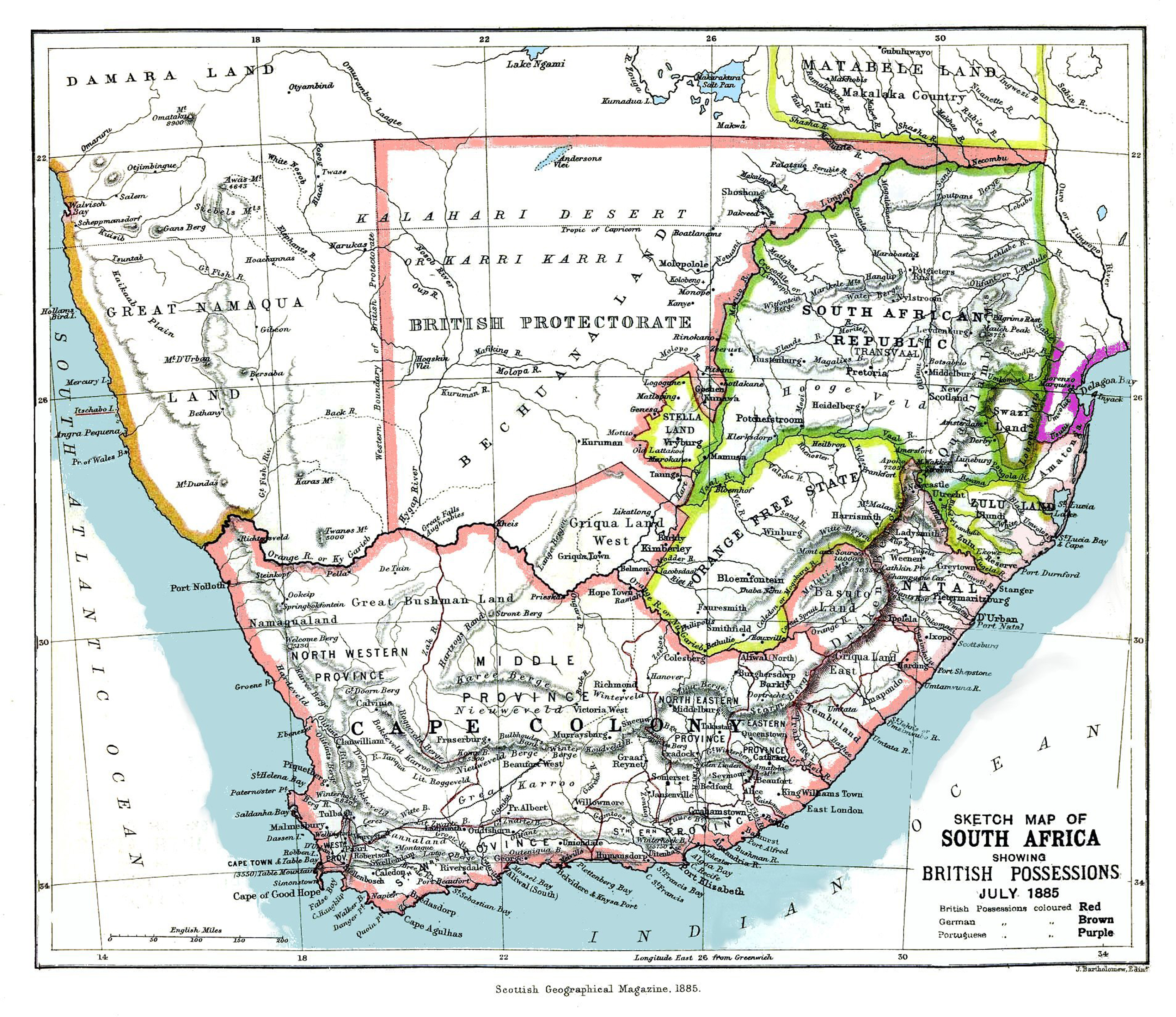
Mappa politica dell'Africa meridionale nel 1885

Il Botswana diventa un protettorato britannico il 31 marzo 1885, in seguito alle richieste d'aiuto rivolte dal re dei Bangwato (una delle sei tribù tswana) Khama III. Negli ultimi decenni dell'Ottocento, infatti, la regione era caratterizzata da un'elevata instabilità, dovuta all'immigrazione di tribù Ndebele provenienti dal deserto del Kalahari e dalle tensioni con i Boeri provenienti dal Transvaal. Il Botswana corrisponde al territorio del Protettorato del Bechuanaland, mentre la regione meridionale venne incorporata nella Colonia del Capo e attualmente fa parte del Sudafrica.
Quando nel 1910 viene fondata l’Unione Sud Africana dalla federazione delle principali colonie britanniche della regione, il Bechuanaland, il Basutoland (oggi Lesotho) e lo Swaziland vengono temporaneamente esclusi dall'unione pur in previsione di una successiva integrazione. Nonostante il governo sudafricano avesse richiesto l'annessione dei territori, la consultazione delle popolazioni locali ma soprattutto l'istituzione dell'apartheid che ha portato all'espulsione del Sudafrica dal Commonwealth nel 1961 hanno posto fine qualsiasi rivendicazione di annessione dei territori al Sudafrica.
Il più forte radicamento dell'Autorità Centrale britannica e l'evoluzione della forma di governo tribale hanno condotto alla creazione, avvenuta nel 1920, di due organi consultivi rappresentativi degli interessi africani ed europei. Nel 1934 vengono istituzionalizzate le leggi e le autorità tribali. Nel 1951 viene formato un Consiglio consultivo Europeo-Africano e nel 1961 la Costituzione istituisce un Consiglio Legislativo consultivo. Nel giugno del 1964 il Regno Unito accetta la richiesta di autogoverno democratico. Nel 1965 la sede del governo viene trasferita da Mafikeng in Sudafrica a Gaborone. Sempre nel 1965 viene promulgata la Costituzione e si tengono le prime elezioni generali in attesa della proclamazione di indipendenza il 30 settembre 1966.

## Dall'indipendenza ad oggi
Il leader del movimento per l'indipendenza Seretse Khama viene eletto primo Presidente della Repubblica. Sarà confermato per due volte e morirà in carica nel 1980. La presidenza viene assunta del vicepresidente Quett Masire che sarà confermato dal voto popolare nel 1984 e poi rieletto nel 1989 e nel 1994. Durante la presidenza di Masire, nella seconda metà degli anni ottanta, il Paese subisce la pressione militare (attacchi ripetuti nei territori di frontiera) ed economica (boicottaggi) da parte della Repubblica sudafricana. Con il tramonto dell'apartheid e dell'imperialismo bianco in quest'ultimo paese, avvenuto a partire dal 1990 circa, le relazioni fra i due Stati si normalizzano. Nel 1998 Masire si dimette e viene sostituito dal vicepresidente Festus Mogae, confermato nel 1999 e nel 2004.
Nel 2008 Mogae annunciò di volersi ritirare ed il 1º aprile dello stesso anno gli succedette Seretse Ian Khama, figlio di Seretse Khama. Alle elezioni del 16 ottobre 2009 Khama è stato poi confermato presidente. In ottobre 2014 il Partito Democratico del Botswana (BDP) vince le elezioni generali con 33 dei 57 seggi, dando a Ian Khama un secondo mandato quinquennale come presidente.